# Seriocarpa
Seriocarpa is een geslacht van zakpijpen (Ascidiacea) uit de familie Styelidae en de orde Stolidobranchia.

## Soorten
- Seriocarpa benthedi Monniot C. & Monniot F., 1985
- Seriocarpa cristata Millar, 1975
- Seriocarpa littoralis Millar, 1975
- Seriocarpa rhizoides Dielh, 1969
- Seriocarpa tongae Monniot F. & Monniot C., 2001